# Conus albellus
Espèce
Conus albellus est une espèce de mollusques gastéropodes marins de la famille des Conidae.
Comme toutes les espèces du genre Conus, ces escargots sont prédateurs et venimeux. Ils sont capables de « piquer » les humains et doivent donc être manipulés avec précaution, voire pas du tout.

## Distribution
Cette espèce marine est endémique à l'Australie et se trouve au large du Queensland.

## Taxonomie

### Publication originale
L'espèce Conus albellus a été décrite pour la première fois en 1990 par les malacologistes Dieter Röckel (d) (1922-2015) et Werner Korn,.

### Synonymes
- Conus (Eremiconus) albellus Röckel & Korn, 1990 · appellation alternative

## Identifiants taxonomiques
Chaque taxon catalogué par les bases de données biologiques et taxonomiques possède un identifiant qui permet d'établir un point de référence. Les identifiants de Conus albellus dans les principales bases sont les suivants :
AFD : Conus_(Eremiconus)_albellus - CoL : 5ZXMX - GBIF : 5795778 - IRMNG : 11129508 - 